# 平阳郡
平阳郡，史上記載有兩個平陽郡，一個是最早在三国时代由魏国设立的是山西平陽郡，郡级行政区划。
山西平阳郡的治所在秦置的平阳县（故址在今山西省临汾市尧都区），以此为中心，平阳郡包括了今天山西省西南部黄河以东汾河流域的十二个县，大致与临汾市辖区相仿。平阳之名此后被长期使用，除隋朝时曾短暂称临汾外，基本被各代沿用。隋恭帝义宁二年（618年），臨汾郡改名平阳郡。唐朝武德元年（618年）以平阳郡改置晋州，治所在临汾县（今临汾市西南）。天宝元年（742年）再改为平阳郡，下辖临汾县（今山西省临汾市尧都区）、洪洞县、岳阳县（今山西省古县）、冀氏县、神山县（今山西省浮山县张庄镇古县村）、霍邑县、赵城县（今山西省洪洞县赵城镇）、汾西县（今山西省汾西县团柏乡后义村）、襄陵县。乾元元年（758年）又改为晋州。
第二個是古越國，長沙地區之平陽郡，東晉建武元年（317年）陶侃析桂陽郡郴縣地置平陽縣及平陽郡。開皇九年（589年）隋滅陳後置郴州，廢桂陽郡、平陽郡併入郴州，廢平陽縣併入郴縣。
明清时期的平阳府，范围超过魏晋的平阳郡，大致包括今天临汾市与运城市两个地级区划。
唐朝平阳郡太守
- 稷山公（天宝初年）
- 齐浣（746年）